# Пежхня-Гура
Пежхня-Гура (пол. Pierzchnia Góra) — село в Польщі, у гміні Варта Серадзького повіту Лодзинського воєводства.
У 1975-1998 роках село належало до Серадзького воєводства.